# حمدي السخاوي
حمدي السخاوي (1 يوليو 1955 - 18 يوليو 2016)، ممثل مصري راحل، اشتهر بتقديم دور الأجنبي في غالبية أعماله في الدراما والسينما.

## من أعماله

### أفلام
| - هروب مفاجئ:2017 - سكر برة:2017-مستر أؤ أوو - أسد سيناء:2016-العميد إسماعيل - خلطة عمري:2016 - الباب يفوت أمل:2016-القبطان عبد الوهاب والد أمل - شكة دبوس:2016-الدكتور نشأت - بون سواريه:2010 - محترم إلا ربع:2010-فهمي - فخفخينو:2009 - مجنون أميرة:2009 - الزمهلوية:2008 - ماشيين بالعكس:2008 - مجانين نص كوم:2008 - بوشكاش:2008-ديمتري - على جنب يا أسطى:2008-سعيد أستك في الكباريه - طاطا نام طاطا قام:2007 - هي فوضى؟:2007 | - خليج نعمة:2007 - عمارة يعقوبيان:2006 - عيال حبيبة:2005-الرجل الأبيض - يا أنا يا خالتي:2005 - السيد أبو العربي وصل:2005-والد جوليا - إسكندرية - نيويورك:2004 - سحر العيون:2002-سالم رويدار - إحنا أصحاب المطار:2001 - اللبيس:2001 - فل الفل:2000-مدير السوبر ماركت - الناظر:2000 - كوكب الشرق:1999 - أشيك واد في روكسي:1999-المتردوتيل - الحرب العائلية الثالثة:1998 - صعيدي في الجامعة الأمريكية:1998-مخرج إعلانات - الزمن والكلاب:1996 - بخيت وعديلة:1995 | - السيد كاف:1994-صابر السفرجي - الكنز:1993 - لهيب الانتقام:1993 - المنسي:1993 - أزواج في ورطة:1992 - نوع آخر من الجنون:1992 - آي آي:1992 - الدكتوره منال ترقص:1991 - خمسه كارت:1990 - عودة الهارب:1990-المرسول الاجنبي - عنبر الموت:1989-كارل - جحيم تحت الماء:1989-مساعد البرنس - ملف سامية شعراوي:1988 - لعنة المال:1987-السخاوي - راجل بسبع أرواح:1987 - لا تدمرني معك:1986-طاهر بك - الجلسة سرية:1986-دكتور |

### مسلسلات
| - هي ودافنشي:2016-عدنان السمري - زواج بالإكراه:2015-مجدي صديق سعيد الكومي - المطلقات:2015 - الصعلوك:2015 - ألوان الطيف:2015 - آدم وجميلة:2013-رأفت المحامي - حاميها وحراميها:2013-عزيز الصايغ - الباب في الباب (ج3):2013 - مزاج الخير:2013 - في غمضة عين:2013 - الوالدة باشا:2013 - لحظات حرجة (ج3):2012-د.عبد المجيد طبيب عمرو - كيد النسا (ج2):2012 - لوكاندة زوزو:2012-نزيل بالوكاندة - الزوجة الرابعة:2012 - الصفعة:2012 - فرح العمدة:2012 - وادي الملوك:2011 - انا وبابا:2011 - جوز ماما مين (ج2) :2011 - مشرفة رجل لهذا الزمان:2011-مدرس علي بالمدرسة - مسيو رمضان مبروك أبو العلمين حمودة:2011 - دندوش بيأجر مفروش:2010 - أيام الحب والشقاوة:2010 - كليوباترا:2010-القنصل بومبي - مش ألف ليلة وليلة:2010 - أغلى من حياتي:2010 - شيخ العرب همام:2010 - سقوط الخلافة:2010-الكسندر الثاني - مملكة الجبل:2010 - شاهد اثبات:2010 - السائرون نياما:2010 - عبودة ماركة مسجلة:2009 - أبو ضحكة جنان:2009-صاحبة محل أقمشة ببورسعيد - فؤش الجيل:2009 - حرب الجواسيس:2009 - كريمة كريمة:2009 - ابن الأرندلي:2009-ألفونس | - البوابة الثانية:2009 - حواكة بوت:2009 - الأشرار:2009 - الباطنية:2009-الخواجة - جريمة على الساحل الشمالي:2008 - العارف بالله:2008 - شط إسكندرية:2008 - طيارة ورق:2008 - 7 شارع السعادة:2008 - رست هاوس:2008 - طريق الخوف:2008 - طائر التمساح:2008 - مسك الليل:2008 - ظل المحارب:2008-مستر جون - المحطة اكشن نيوز:2008 - أغلى الناس:2008 - الهاربة (ج1):2008 - الفنار:2008 - دموع القمر:2008 - نسيم الروح:2008 - ليل الثعالب:2008 - كافيه تشينو:2008 - ناصر:2008-السير مايلز لامبسون - عمارة يعقوبيان:2007 - راجل وست ستات:-والد هيثم - ساعة عصاري:2007 - من أطلق الرصاص على هند علام:2007 - تامر وشوقية (ج2، 4):200، 2009 - امرأة فوق العادة:2007 - حنان وحنين:2007 - نقطة نظام:2007 - خليها على الله:2007 - أصعب قرار:2007 - الملك فاروق:2007-مستر سمارت - خيوط في مسرح العرائس:2006 - نور الصباح:2006 - الإمام المراغي:2006-علي ماهر باشا | - لا أحد ينام في الإسكندرية:2006 - الجبل:2006 - حارة العوانس:2006 - آن الأوان:2006 - العندليب حكاية شعب:2006 - اشباح المدينة:2006 - شخلول:2006 - قضية نسب:2006 - زهور شتويه:2005 - الشارد:2005 - أحلامنا الحلوة:2005 - ينابيع العشق:2005 - راجعلك يا اسكندرية:2005 - الست أصيلة:2005 - العميل 1001:2005 - أماكن في القلب:2005-ديفيدايلي جولدستون - قناديل البحر:2005 - المرسى والبحار:2005 - الدم والنار:2004 - بنت من شبرا:2004 - مصر الجديدة:2004-ريجنالد ونجت - حدث في الهرم:2004 - لقاء السحاب:2004 - أشرار وطيبين:2004 - يا ورد من يشتريك:2004 - محمود المصري:2004-مانولي - أهل الرحمة:2004 - أصحاب المقام الرفيع:2004 - عباس الأبيض في اليوم الأسود:2004-الناشر كمال المصري - بنت أفندينا:2004 - ملفات سرية:2003 - مسألة مبدأ:2003 - أدهم وزينات وثلاث بنات:2003 - العمة نور:2003 - إمام الدعاة:2003 - أبيض x أبيض:2003 - رجل الأقدار:2003-القائد الروماني مندافور | - يحيا العدل:2002 - البحار مندي:2002-قاضي معسكر مضيق جبل طارق - أميرة في عابدين:2002 - جائزة نوفل:2002 - زمن عماد الدين:2002-السير جلبرت - قاسم أمين:2002 - مارينا مارينا:2002 - عندما تثور النساء:2000 - الفسطاط:2000 - نور القمر:1999 - الحنين إلى الماضي:1999 - أم كلثوم:1999-أحد الموسيقيين - ألف ليلة وليلة: ذات الخال:1998 - سنوات الشقاء والحب:1998 - أوراق مصرية:1998-جنرال إدموند ألنبي - وبقيت الذكريات:1998 - رد قلبي:1998-السكرتير الشرقي - وادي فيران:1998-دان - عباسية واحد:1997-المغربي - الشارع الجديد:1997-ضيف الحلقات - الحاوي:1997 - جمهورية زفتى:1997 - الأبطال (ج2):1997 - صباح الورد:1995 - حكايات مجنونة:1995 - الشراقي:1994 - لا:1994 - السقوط في بئر سبع:1994-موشي ديان - دموع صاحبة الجلالة:1993 - مغامرات زكية هانم:1992 - زمن الحلم الضائع:1992 - ألف ليلة وليلة:1992 - بوابة الحلواني (ج1):1992 - ليالي الحلمية (ج3، 4):1990، 1992-إيلي - الوسية:1990-حشمت - رأفت الهجان (ج2):1990-جلال شرف الدين - ناس كده وكده |

| - رد قرضي:1999-السفير الأمريكي - الزعيم:1994-رئيس دولة اجنبية - حلو وكذاب | - عفاريت مراتي:2007 - مانستغناش:1998-ضيف شرف - جيران الهنا:1997-ضيف شرف - المتزوجون في التاريخ:1993 | - الأقنعة:2006 - أحلام قديمة - الزائرون غاضبون - دليل اثبات |

## روابط خارجية
- حمدى السخاوى على موقع قاعدة بيانات الأفلام العربية